# Verzasca (gmina)
Verzasca – miejscowość i gmina w południowej Szwajcarii, w kantonie Ticino, w okręgu (distretto) Locarno, siedziba administracyjna powiatu (circolo) Verzasca. Leży nad jeziorem Lago di Vogorno. 18 października 2020 do gminy przyłączono gminy Brione (Verzasca), Corippo, Frasco, Sonogno, Vogorno oraz gmin Gerra Valle i Lavertezzo Valle z powiatu Navegna.

## Demografia
W Verzasce mieszkają 804 osoby. W 2022 roku 8% populacji gminy stanowiły osoby urodzone poza Szwajcarią. 